# Zurvanisme
El zurvanisme, també conegut com a zoroastrisme zurvanita, és una branca extinta del zoroastrisme que té el déu Zurvan com a divinitat creadora. Zurvan és el nom d'una divinitat persa (deus) i també d'altres sistemes religiosos.
En el zurvanisme, Zurvan és el déu del temps i espai infinits i és aka ("un", "únic"). Zurvan es representava com un déu transcendental i neutral, sense passió, i que no distingeix entre el bé i el mal. El nom «Zurvan» és una versió normalitzada de la paraula que en persa mitjà apareix com a Zurvān, Zruvān o Zarvān. El nom en persa mitjà deriva de l'avèstic zruvan-, "temps".

## Origen i context històric
Encara que els detalls de l'origen i el desenvolupament del zurvanisme són obscurs, generalment s'accepta que el zurvanisme era una branca del zoroastrisme en la qual la doctrina de Zurvan era una resposta sacerdotal per resoldre una percebuda inconsistència en els textos sagrats, i que aquesta doctrina probablement es va introduir durant la segona meitat de l'era aquemènida.
El zurvanisme va gaudir de consentiment reial durant l'era sassànida (226-651), però no en queden vestigis més enllà del segle x. Tot i que el zurvanisme de l'era sassànida estava influenciat per la filosofia hel·lènica, no se sap si el Zurvan del zoroastrisme era una adaptació d'un antecedent o d'una divinitat estrangera del temps (en grec, Cronos). Els primers vestigis que el zoroastrisme va arribar a l'oest són mostres no mazdeistes de creences normalment zurvanites, fet que va portar als estudiosos europeus a concloure que el zoroastrisme era una religió monista, un assumpte molt controvertit entre estudiosos i practicants contemporanis de la fe.
La paraula en avèstic «zruvan» està relacionada etimològicament amb la paraula en sànscrit tardà «sarva», que significa "tot, sencer", i que carrega un camp semàntic similar a la descripció d'una divinitat monista.

## Declivi
El zurvanisme es va convertir en la doctrina de l'Estat en virtut dels sassànides que governaven a Pèrsia en l'època de la revelació de l'Islam i acompanyada pel sorgiment d'altres doctrines radicalment dualistes a Pèrsia. Després de la caiguda de l'Imperi Sassànida el segle vii, el zoroastrisme es va suplantar gradualment per l'islam. Va seguir existint, si bé en un estat cada cop més reduït, i els zoroastristes semblen haver retornat gradualment a la doctrina mazdeista prescrita per Zoroastre en els Gathas. Al voltant del segle x, el zurvanisme ja havia deixat d'existir, deixant el mazdeisme com a única forma restant de zoroastrisme.

## Doctrina
Aquesta religió sosté a Zurvan com al déu suprem, déu del temps infinit i del temps infinit. És origen del bé i el mal, sent pare d'Ahura Mazda i Angra Mainyu.